# Брухгаузен-Фільзен
Брухгаузен-Фільзен (нім. Bruchhausen-Vilsen) — громада в Німеччині, розташована в землі Нижня Саксонія. Входить до складу району Діпгольц. Центр об'єднання громад Брухгаузен-Фільзен.
Площа — 109,55 км2. Населення становить 9109 ос. (станом на 31 грудня 2021).

## Галерея

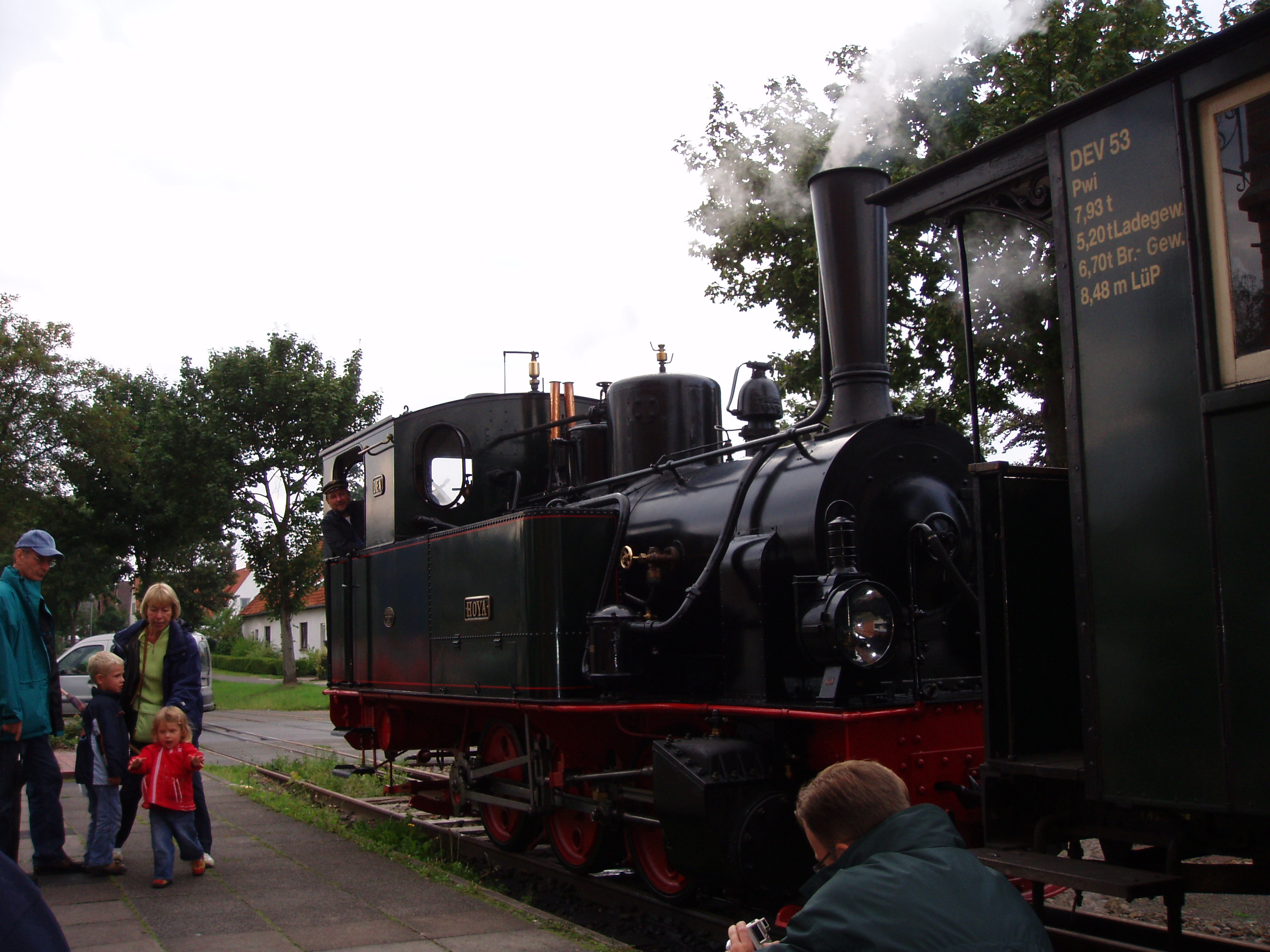
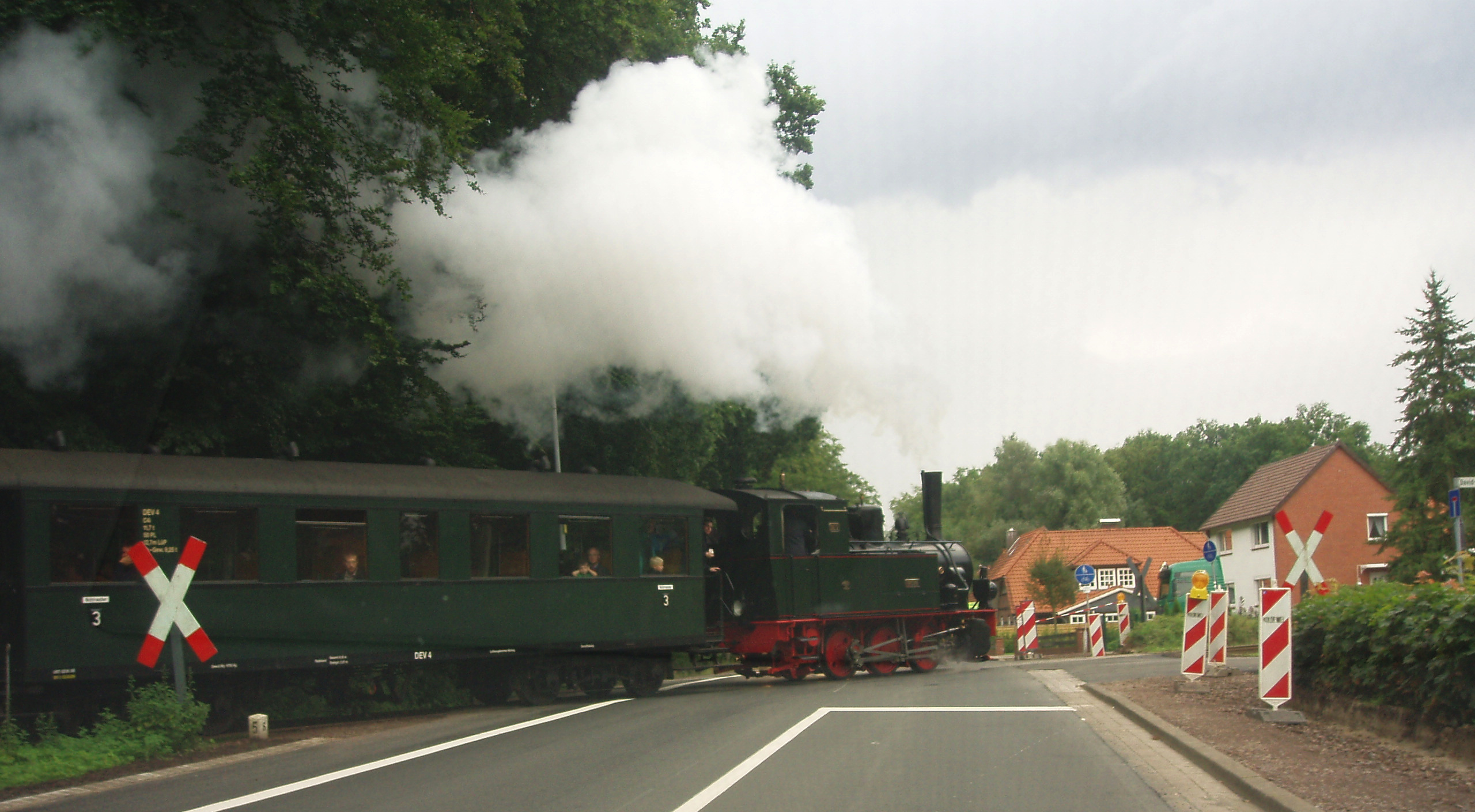
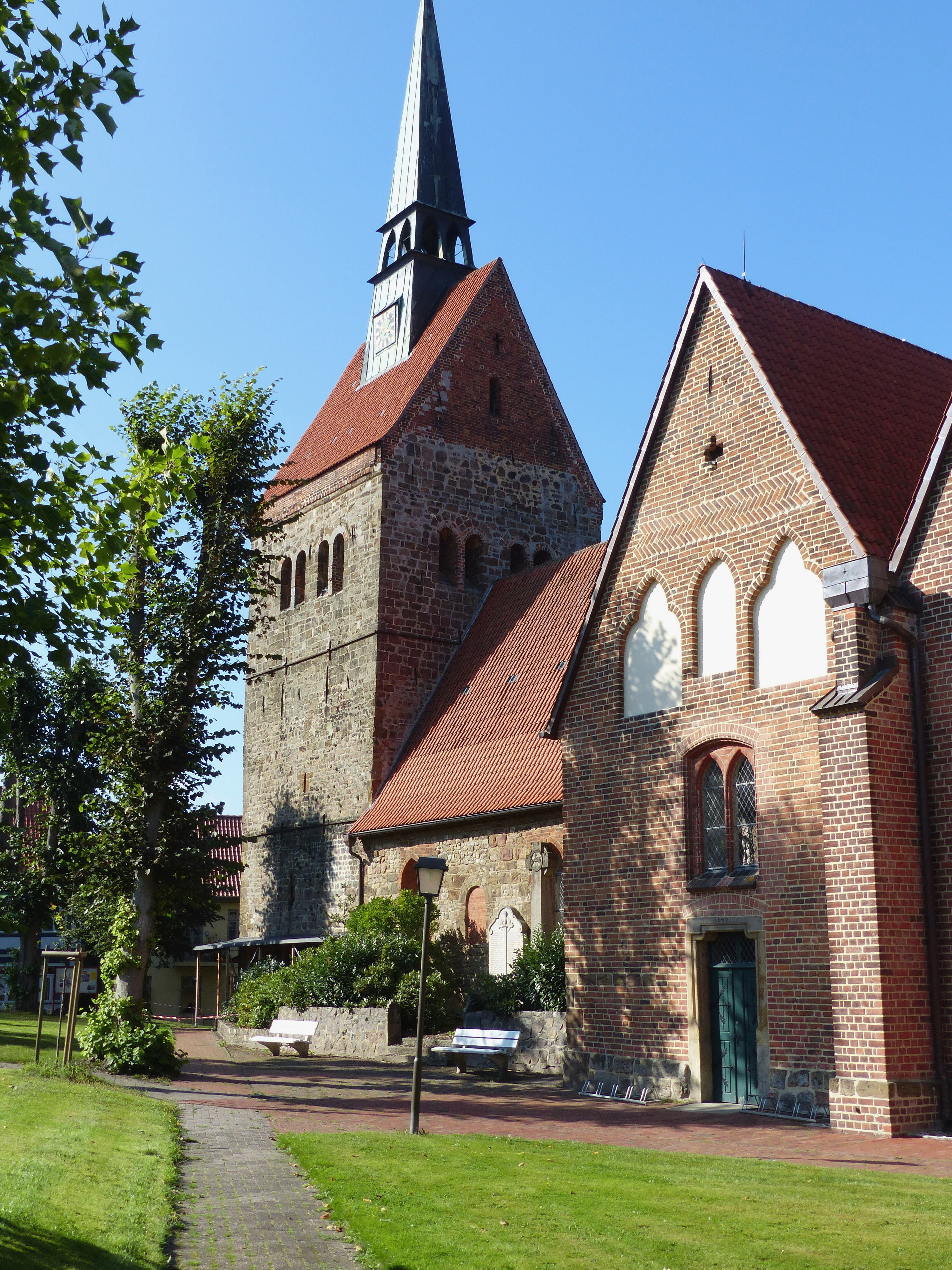
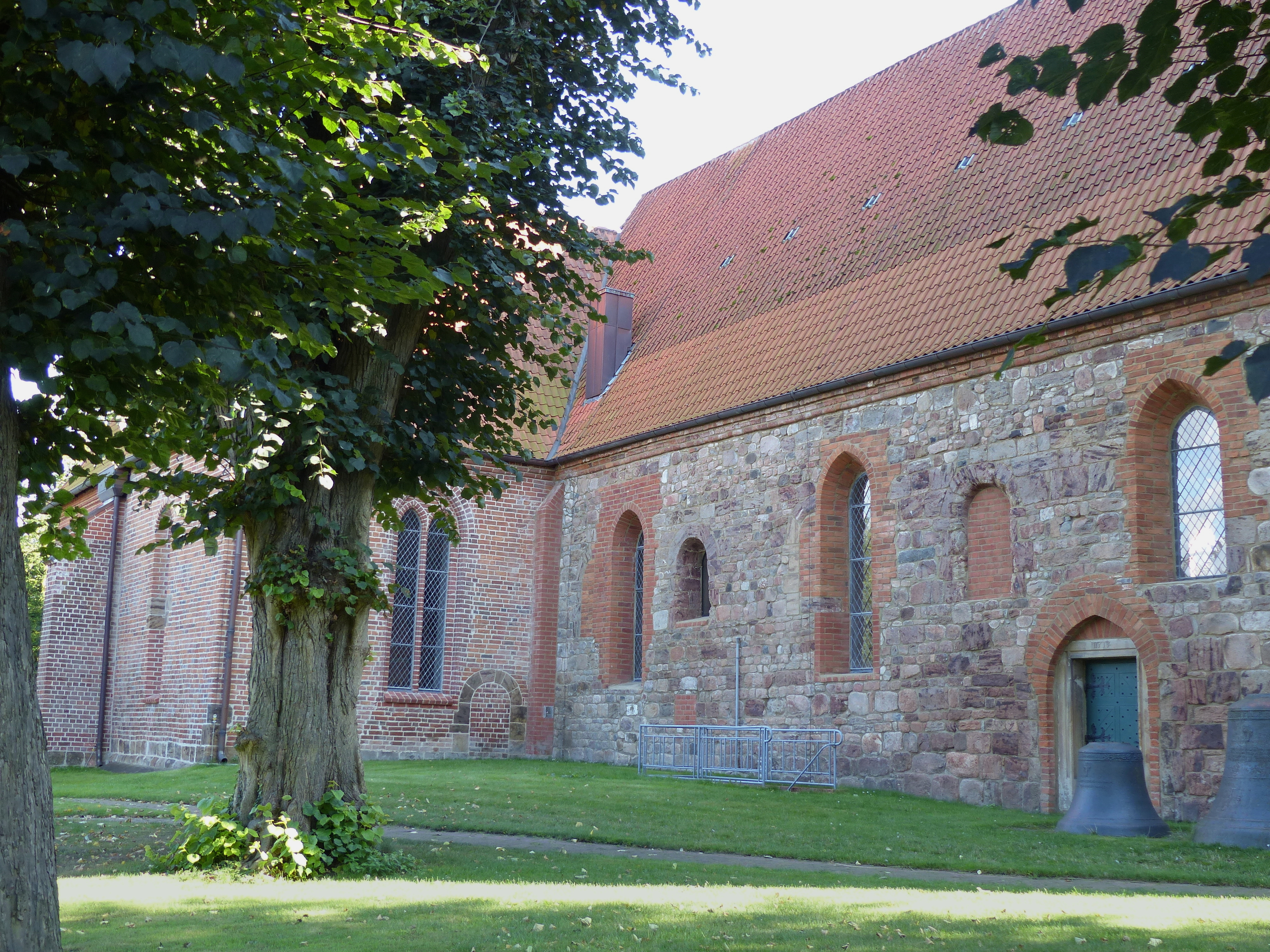
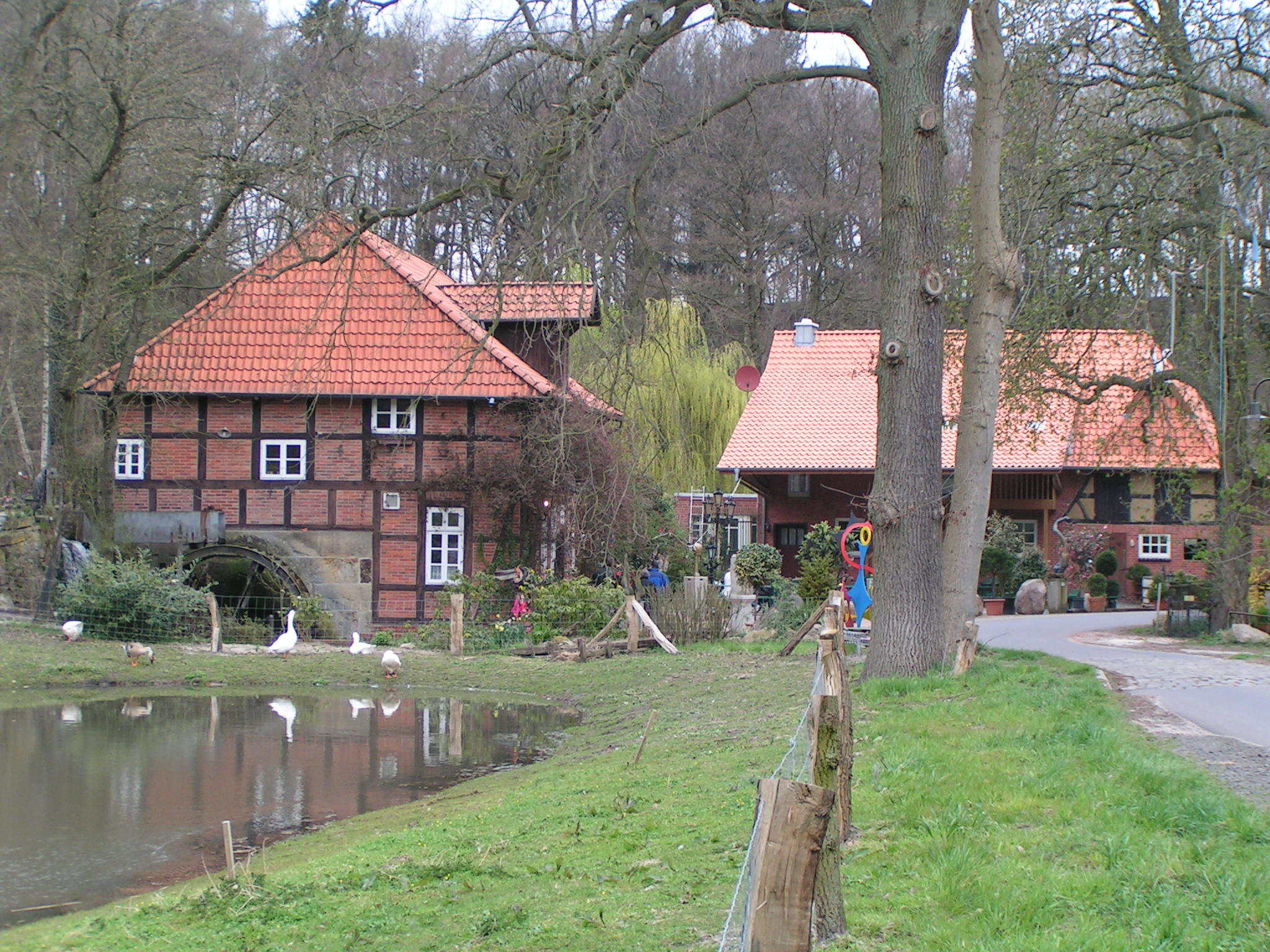
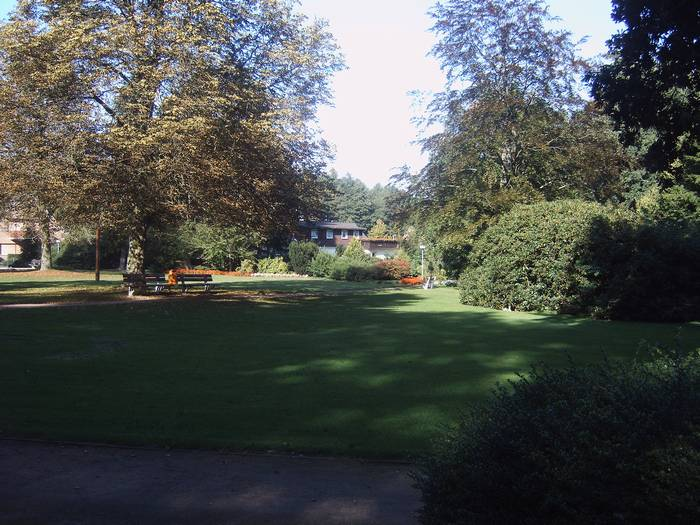